# Teucholabis susainathani
Teucholabis susainathani är en tvåvingeart som beskrevs av Alexander 1950. Teucholabis susainathani ingår i släktet Teucholabis och familjen småharkrankar. Inga underarter finns listade i Catalogue of Life.